# (74371) 1998 XG1
(74371) 1998 XG1 – planetoida z pasa głównego asteroid okrążająca Słońce w ciągu 5 lat i 79 dni w średniej odległości 3,01 j.a. Została odkryta 7 grudnia 1998 roku.